# Ottringham
Ottringham – wieś w Anglii, w hrabstwie East Riding of Yorkshire. Leży 18 km na wschód od miasta Hull i 244 km na północ od Londynu. W 2001 miejscowość liczyła 637 mieszkańców.